# Frank Eugene
Ne doit pas être confondu avec Frank Eugene Corder.
Pour les articles homonymes, voir Frank Eugene (homonymie).
Frank Eugene Smith, né le 19 septembre 1865 à New York et mort le 16 décembre 1936 à Munich, est un photographe, peintre et graveur germano-américain. Il appartient au courant pictorialiste et est considéré comme un représentant remarquable de la photographie d´art de la Fin de siècle.

## Biographie
Frank Eugene est né à New York sous le nom de Frank Eugene Smith. Son père, Frederick Smith, était un boulanger allemand qui avait changé son nom de famille d’origine, Schmid, en arrivant aux États-Unis à la fin des années 1850. Sa mère, Hermine Selinger Smith, était chanteuse et se produisait dans les brasseries allemandes locales et dans les théâtres.
Eugene étudia dès 1886 à l’Académie des beaux-arts de Munich. Durant ses études, il commença à s´intéresser à la photographie.
En 1889, il réalisa sa première exposition au Camera Club d´Alfred Stieglitz. Les critiques qualifièrent ses clichés comme des « photographies non-photogéniques ».
En 1894, il termina ses études et retourna à New York ou il travailla quelques années en tant que photographe de scène et peintre de portraits. Il se spécialisa dans la représentation de comédiens célèbres.
À partir de 1900, il retourna en Allemagne et s’engagea dans la photographie d´art. En 1902, il fonda avec Alfred Stieglitz et Edward Steichen la Photo-Secession à New York.
En 1906, Eugene s´installa définitivement en Allemagne, car il y était renommé pour ses peintures Jugendstil. Il prit la nationalité allemande cette même année.
Dès 1907, Eugene enseigna à Munich au Centre d´essai et d´apprentissage de la photographie (Lehr- und Versuchsanstalt für Fotografie), et il y tint des conférences sur la photographie pictorialiste. La même année, Eugene, Stieglitz, Steichen et Heinrich Kühn se réunirent pour adapter les photographes allemands aux recommandations photographiques américaines.
En 1913, Eugene fonda à l’Académie pour l’art graphique et l’industrie du livre (Akademie für Grafische Künste und Buchgewerbe) de Leipzig la chaire de photographie d’art (Lehrstuhl für künstlerische Fotografie), et il y poursuivit ses activités d’enseignement.
Cette chaire, créée par Eugene, était la première en son genre dans le monde entier. Il en fut le directeur jusqu’à sa fermeture en 1927.
Eugene mourut d’une attaque cardiaque à Munich en 1936.

## Œuvre
Eugene accéda à la renommée internationale à travers la publication de ses photogravures dans le magazine photo Camera Work, entre 1904 et 1910. Dans ces clichés, il s’oriente vers le style romantisé de la peinture.
Eugene travaillait ses négatifs avec un crayon à graver et soulignait le côté graphique de ses tirages.
Il aimait à prêter un aspect sensuel à ses travaux, qui ne sont pas sans évoquer la représentation artistique du nu. Quelques-uns de ses travaux connus réalisés dans ce style sont Adam et Ève (1898) ou encore Le Cheval (1901).
Les œuvres d’Eugene peuvent être admirées dans l’"Alfred Stieglitz Collection" au Metropolitan Museum of Art, au Museum für Kunst und Gewerbe à Hambourg et dans le "Cabinet Prenten" de l’université Leidener Rijks, ainsi que dans d’autres musées.

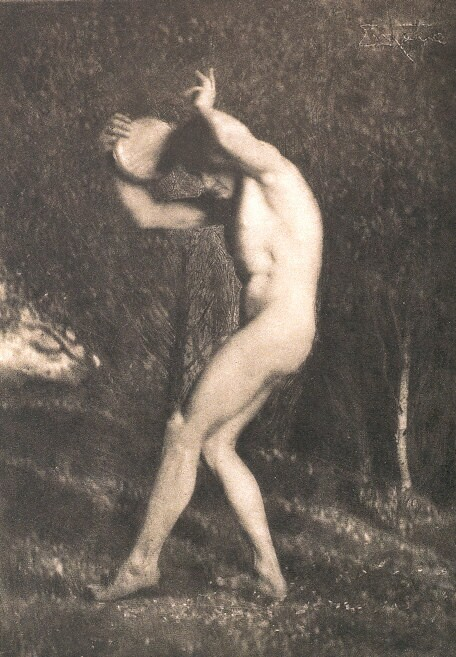
Nu d’homme.
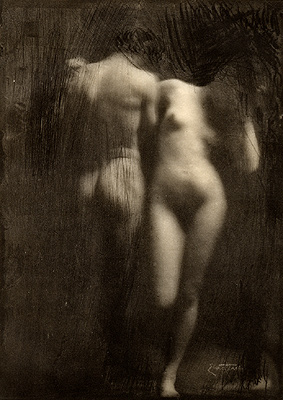
Adam et Ève, (1898), publié dans Camera Work Nr. 30, 1910.

## Littérature
- (en) Frank Eugene: The Dream of Beauty, publié par le musée photo de Munich, Nazraeli Press, 1998,  (ISBN 3923922418)
- (de) Janna Oltmanns: Frank Eugene – Adam und Eva. Eine Fragmentierung des ersten Menschenpaares. Tectum, Marburg 2008,  (ISBN 978-3-8288-9827-1)